# Ruta CH-245
Es una carretera chilena que abarca la Región de Aysén en la Patagonia chilena. La Ruta se inicia en Coyhaique y finaliza en el Paso Fronterizo Huemules, a 500 m s. n. m.

## Áreas Geográficas y Urbanas
- kilómetro 0 Comuna de Coyhaique.
- kilómetro 15 Acceso a los lagos Pollux y Frío.
- kilómetro 16 Acceso a Villa Simpson y Reserva Nacional Cerro Castillo.
- kilómetro 34 El Blanco y acceso a Villa Frei.
- kilómetro 40 Acceso a Cochrane y Carretera Austral.
- kilómetro 55 Balmaceda.
- kilómetro 60 Paso Fronterizo Huemules.

## Aduanas
- Complejo Fronterizo Huemules Emplazado entre extensas pampas.
- Documentos Aduanas Chile, Servicio Agrícola Ganadero, Policía de Investigaciones y Carabineros en Balmaceda.
- Horario De 8 a 22 horas en Verano, de 8 a 20 horas en Invierno.

## Sectores de la Ruta
- Coyhaique·Paso Fronterizo Huemules Carretera Pavimentada.

- Datos: Q6113928